# Colaspis ekraspedona
Colaspis ekraspedona is een keversoort uit de familie bladkevers (Chrysomelidae). De wetenschappelijke naam van de soort werd in 1978 gepubliceerd door Blake.